# クレイグ・ウィルソン
クレイグ・ウィルソン（Craig Allan Wilson, 1976年11月30日 - ）は、アメリカ合衆国・カリフォルニア州ファウンテン・バレー出身の元プロ野球選手（内野手、外野手）。右投右打。

## 経歴

### プロ入りとブルージェイズ傘下時代
アメリカ合衆国カリフォルニア州ファウンテンバレー出身。
1995年のMLBドラフトでトロント・ブルージェイズから捕手として2巡目（全体47位）で指名されプロ入り。

### パイレーツ時代
1996年12月に成立したオーランド・マルセド、ジェイ・ベル、ダン・プリーサックとの3対6の大型トレードの一員として、他の若手5人とともにピッツバーグ・パイレーツに移籍。移籍後は一塁手兼外野手にコンバートされた。
2000年にAAA級ナッシュビル・サウンズで打率.283、33本塁打、86打点を記録してメジャー昇格の足掛かりとする。
2001年4月にメジャー初昇格し、この年は88試合で13本塁打を記録。また、この年に打った7本の代打本塁打はメジャータイ記録である。
その後2年間は控え選手や代打の切り札としてチームに貢献。
2004年にレギュラーの座を掴み、打率.264、29本塁打、82打点の成績を挙げるが、追い込まれた後の外角球に弱い事から球団記録となる169三振も記録してしまう。また2002年と2004年には大リーグ最多死球数を記録している。
2005年は手の怪我を2回も負い、その年の前半戦をほぼ欠場したため、結果的に出場は59試合にとどまった。

### ヤンキース時代
ウィルソンははパイレーツ所属の間常にトレードの噂が絶えず、2006年に同じ外野手のジェロミー・バーニッツを獲得したことから、その噂はさらに加速した。
結局、2006年のトレード期限ギリギリにショーン・チャコーンとの交換トレードでニューヨーク・ヤンキースに移籍。このトレードは他球団からパイレーツにとって不利なように思われたようで、ニューヨーク・ポスト紙は、他球団のGMの談話として匿名を条件に「ウィルソンはアメリカンリーグのチームのほとんどが興味を持っていた選手であった。三振は多いものの、速球を打てるし左投手も苦にせず、ライトかファーストの守備も決して恥ずべき程のものでもなかったのに。」との記事を掲載した。
2006年は2球団合計で打率.251、17本塁打、49打点を記録したが、一方359打席で122三振を記録。ヤンキースは次の年の契約を更新しない事を発表。

### ブレーブス時代
2007年1月にアトランタ・ブレーブスと契約。24試合に出場したが打率.172、1本塁打という成績に終わり、5月17日に自由契約となった。

### ブレーブス退団後
2007年5月28日にシカゴ・ホワイトソックスとマイナー契約を結んだが、直後の6月に肩の手術を行った。この年のオフに自由契約となった。
2008年2月9日にシンシナティ・レッズとマイナー契約。しかし、キャンプイン直後の身体検査で、前年に手術を受けた肩が完治していないと診断されたため解雇となった。4月に古巣のパイレーツとマイナー契約。7月にシアトル・マリナーズに移籍したが、メジャーの舞台に返り咲くことはではず、この年限りで現役を引退した。

## プレースタイル
バッティング面ではパワーがあり、シーズン15本塁打以上を4度記録、うち1度は29本である。打席では自然体で構える為、非常に美しい構えと評される。かつては右投手を苦手にしており、それ故にレギュラーに定着出来なかったが、自身のキャリアで唯一規定打席に達した2004年には、対左：対右 = 打率.259・6本塁打：打率.265・23本塁打という成績を残しており、右投手に対する苦手を克服した。外角の変化球に弱く、追い込まれるとバットを出して三振に倒れる。また、代打に強いという特性を持っている。
守備面では、内外野のユーティリティとして起用され、キャリア通算では282試合でファースト、278試合でライトを守った。また、レフトとキャッチャーの守備にも、それぞれ40試合以上で就いたことがある。ファーストでは、通算のDRSが - 3と平均をやや下回る程度だが、外野の守備力は低く、DRSはそれぞれライトで - 15、レフトで - 10となっている。

## 詳細情報

### 年度別打撃成績
| 年 度     | 球 団     | 試 合 | 打 席 | 打 数 | 得 点 | 安 打 | 二 塁 打 | 三 塁 打 | 本 塁 打 | 塁 打 | 打 点 | 盗 塁 | 盗 塁 死 | 犠 打 | 犠 飛 | 四 球 | 敬 遠 | 死 球 | 三 振 | 併 殺 打 | 打 率 | 出 塁 率 | 長 打 率 | O P S |
| --------- | --------- | ----- | ----- | ----- | ----- | ----- | -------- | -------- | -------- | ----- | ----- | ----- | -------- | ----- | ----- | ----- | ----- | ----- | ----- | -------- | ----- | -------- | -------- | ----- |
| 2001      | PIT       | 88    | 183   | 158   | 27    | 49    | 3        | 1        | 13       | 93    | 32    | 3     | 1        | 1     | 2     | 15    | 1     | 7     | 53    | 4        | .310  | .390     | .589     | .979  |
| 2002      | PIT       | 131   | 424   | 368   | 48    | 97    | 16       | 1        | 16       | 163   | 57    | 2     | 3        | 1     | 2     | 32    | 0     | 21    | 116   | 10       | .264  | .355     | .443     | .798  |
| 2003      | PIT       | 116   | 358   | 309   | 49    | 81    | 15       | 4        | 18       | 158   | 48    | 3     | 1        | 0     | 1     | 35    | 4     | 13    | 89    | 6        | .262  | .360     | .511     | .872  |
| 2004      | PIT       | 155   | 644   | 561   | 97    | 148   | 35       | 5        | 29       | 280   | 82    | 2     | 2        | 0     | 3     | 50    | 3     | 30    | 169   | 11       | .264  | .354     | .499     | .853  |
| 2005      | PIT       | 59    | 238   | 197   | 23    | 52    | 14       | 1        | 5        | 83    | 22    | 3     | 0        | 0     | 1     | 30    | 2     | 10    | 69    | 6        | .264  | .387     | .421     | .808  |
| 2006      | PIT       | 85    | 286   | 255   | 38    | 68    | 11       | 2        | 13       | 122   | 41    | 1     | 0        | 0     | 2     | 24    | 2     | 5     | 88    | 6        | .267  | .339     | .478     | .818  |
| 2006      | NYY       | 40    | 109   | 104   | 15    | 22    | 4        | 0        | 4        | 38    | 8     | 0     | 0        | 0     | 0     | 4     | 0     | 1     | 34    | 4        | .212  | .248     | .365     | .613  |
| '06計     | NYY       | 125   | 395   | 359   | 53    | 90    | 15       | 2        | 17       | 160   | 49    | 1     | 0        | 0     | 2     | 28    | 2     | 6     | 122   | 10       | .251  | .314     | .446     | .760  |
| 2007      | ATL       | 24    | 69    | 58    | 6     | 10    | 2        | 0        | 1        | 15    | 2     | 0     | 0        | 0     | 0     | 8     | 0     | 3     | 25    | 0        | .172  | .304     | .259     | .563  |
| 通算：7年 | 通算：7年 | 698   | 2311  | 2010  | 303   | 527   | 100      | 14       | 99       | 952   | 292   | 14    | 7        | 2     | 11    | 198   | 12    | 90    | 643   | 47       | .262  | .353     | .474     | .827  |

- 太字はリーグ1位。

### 背番号
- 36 (2001年 - 2006年途中)
- 39 (2006年途中 - 同年)
- 38 (2007年)